# Cesare de Combi
Cesare de Combi (cca 1849 – 28. února 1906 Terst) byl rakouský podnikatel a politik italské národnosti z Terstu, na počátku 20. století poslanec Říšské rady.

## Biografie
Od roku 1905 byl viceprezidentem obchodní a živnostenské komory v Terstu. Zasedal v terstské obecní radě (fungovala zároveň jako Terstský zemský sněm) a byl odborníkem na celní otázky.
Působil i krátce jako poslanec Říšské rady (celostátního parlamentu Předlitavska), kam usedl v doplňovacích volbách roku 1905 za kurii obchodních a živnostenských komor v Terstu poté, co rezignoval poslanec Giuseppe Basevi. Poslancem byl jen krátce do své smrti roku 1906. Nesložil ani poslanecký slib. Pak ho v parlamentu nahradil Pietro Morpurgo.
Zemřel v únoru 1906 ve věku 57 let.